# Ekaterina Lebedeva-Gorskaja
Ekaterina Lebedeva-Gorskaja (in russo Екатерина Лебедева-Горская?; Novosibirsk, 29 gennaio 1971) è un'ex schermitrice sovietica, dal 1992 kazaka.
Ha disputato i Mondiali del 1990, 1991, 1992, 1993 e 1994 nella specialità spada individuale. Ha vinto la medaglia di bronzo ai Mondiali 1991 nella spada a squadre.